# آيرو سبيسلاينز

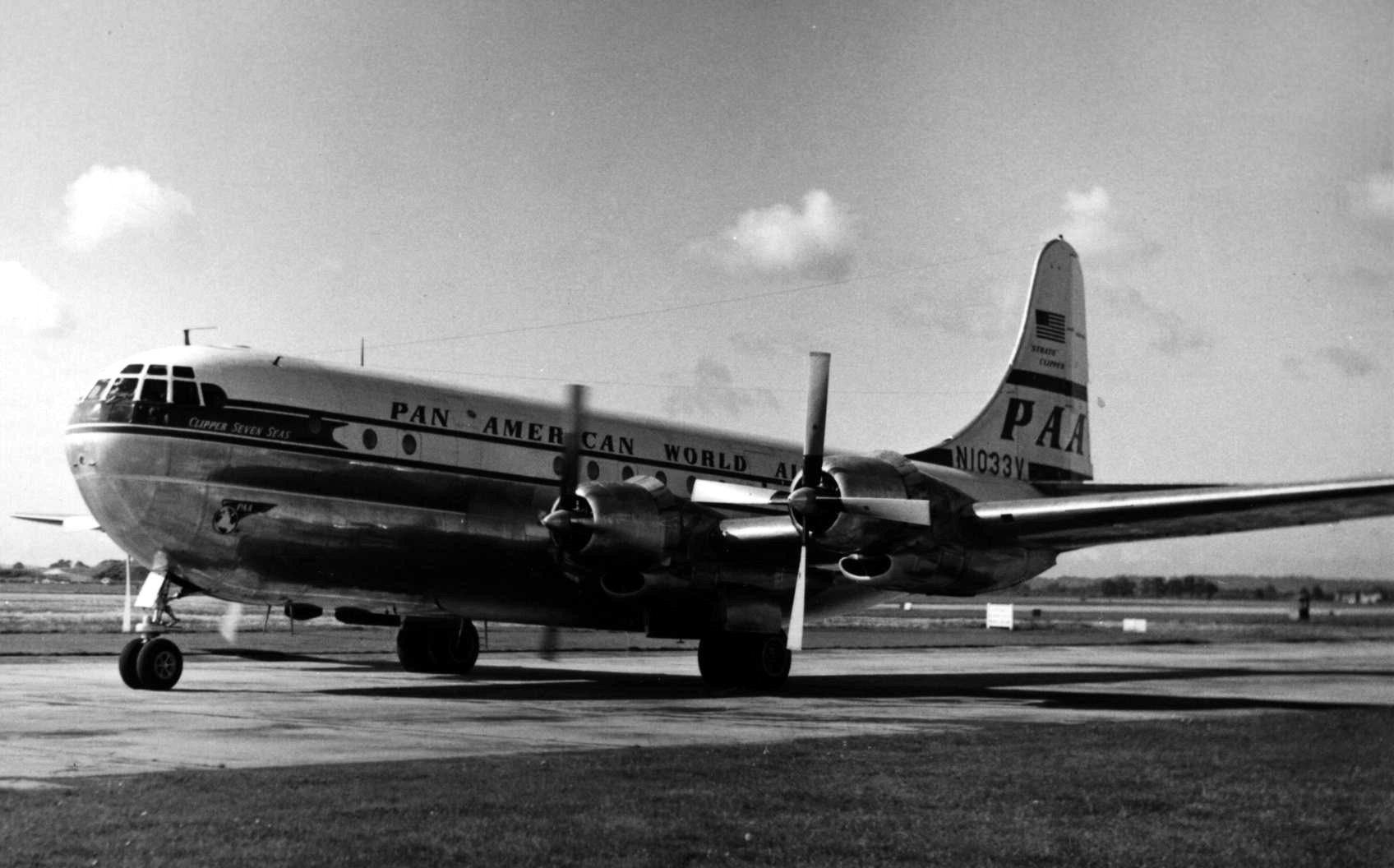
الطائرة بوينغ 377 اساس جميع منتجات شركة آيرو سبيسلاينز.

الشركة آيرو سبيسلاينز (بالإنجليزية: Aero Spacelines)‏ هي شركة صناعة طائرات أمريكية صنعت اسمًا لها بتحويلها الطائرة بوينغ 377 إلى سلسلة طائرات جابي المتخصصة في نقل الحمولات فائقة الضخامة. 

## التاريخ

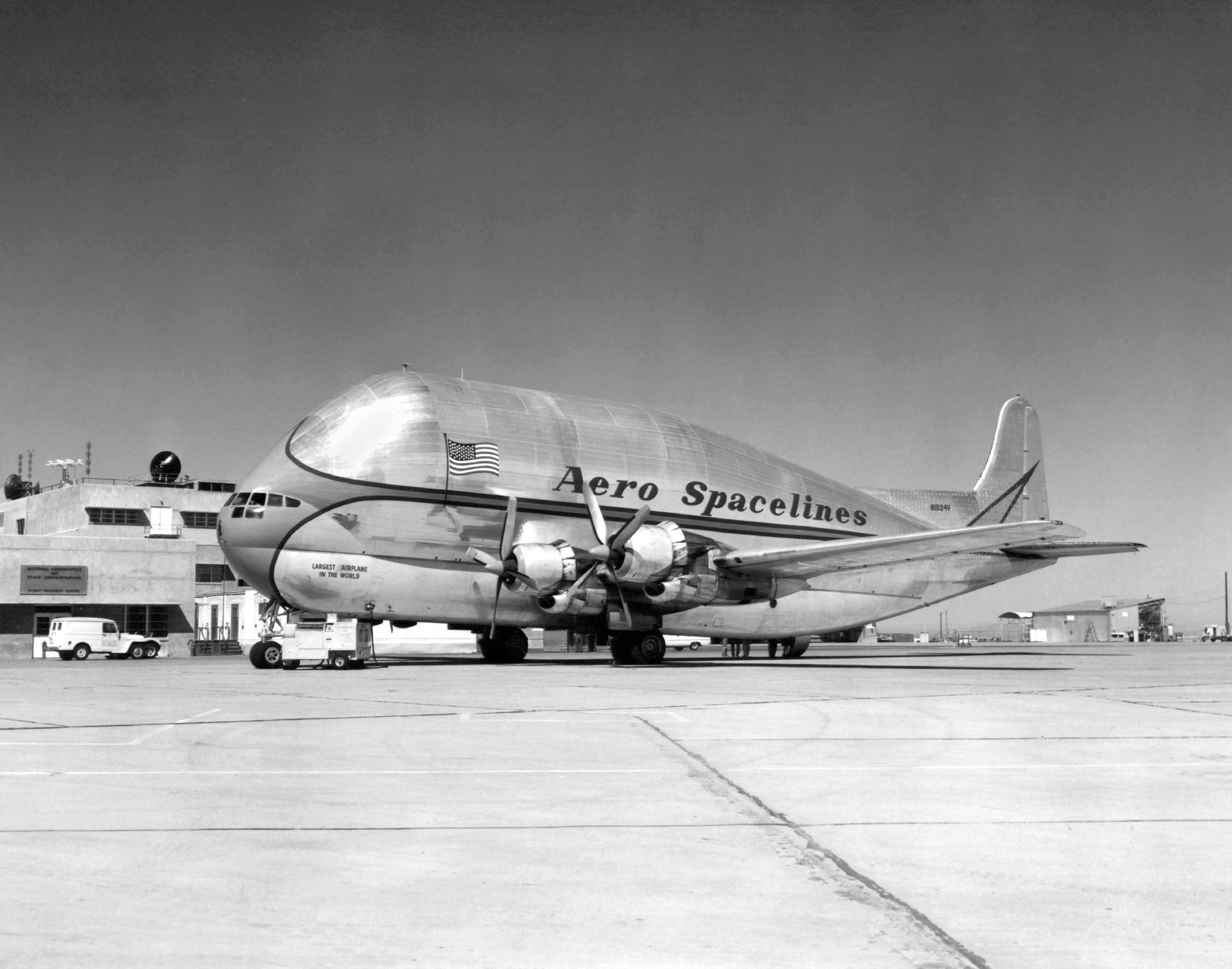
الطائرة آيرو سبيسلاينز بريجنانت جابي.

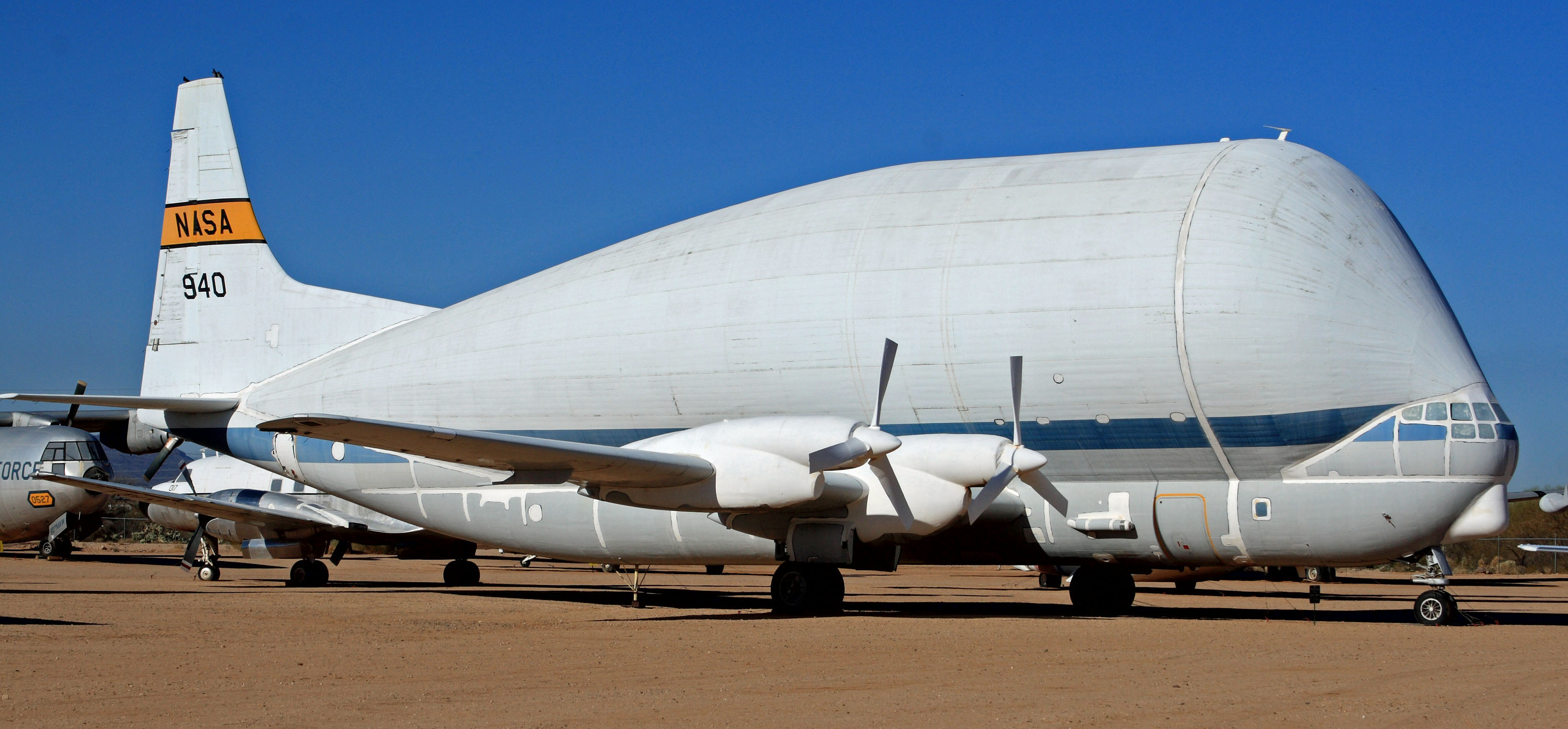
الطائرة آيرو سبيسلاينز سوبر جابي.

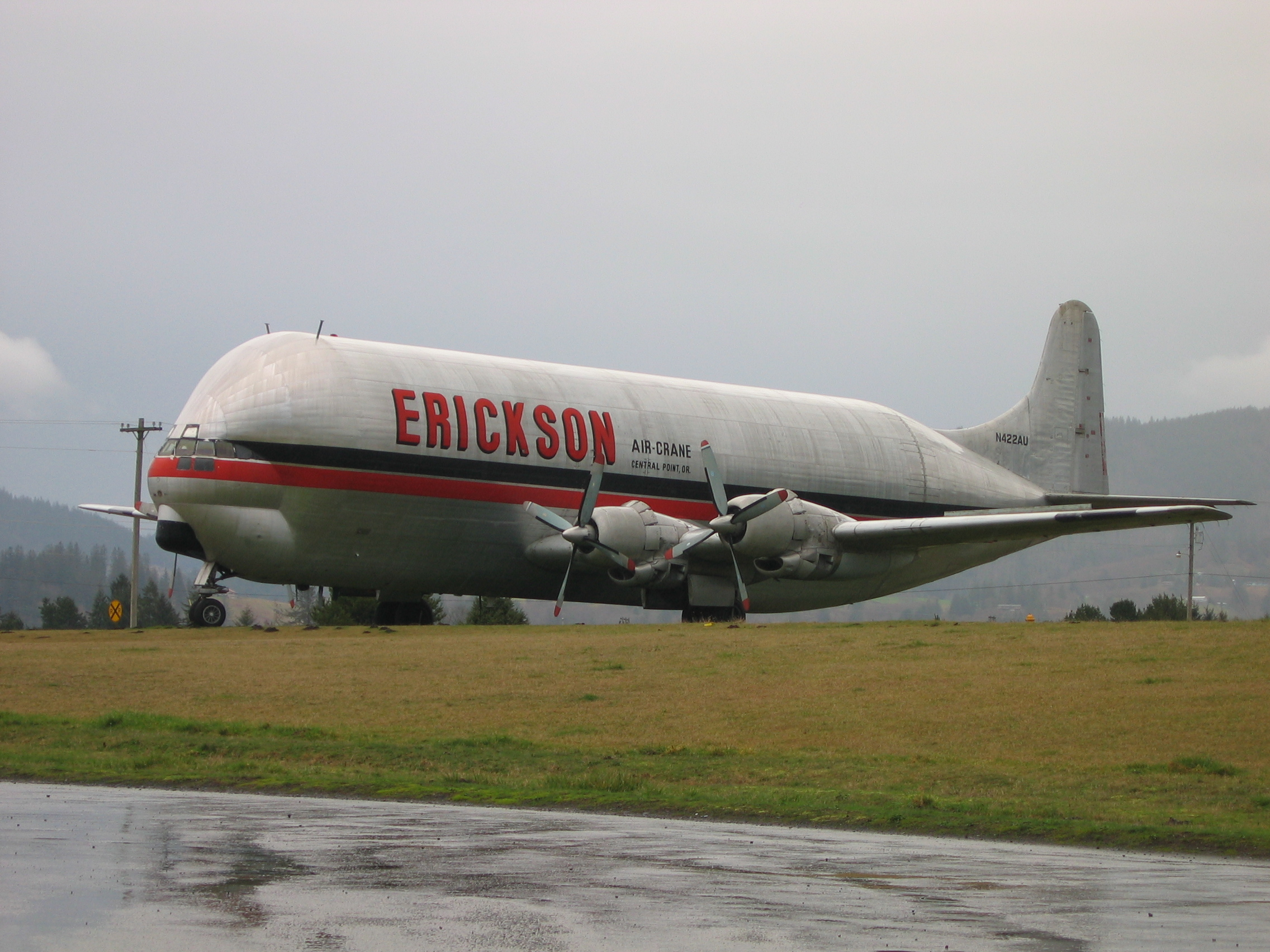
الطائرة آيرو سبيسلاينز ميني جابي.

تشكل شركة آيرو سبيسلاينز وفي عقلها خدمة عميل واحد ألا وهو وكالة الفضاء الأمريكية، حيث ان ناسا احتاجت لنقل حمولات فائقة الضخامة من مصانعها في قاعدة كيب كانافيرال للقوات الجوية. فكان نقل تلك الحمولات خطير جدًا لو نقلت على شاحنات أو بالقطار، ونقلها من خلال البحر كان يستنزف الوقت بشكل كبير، وذلك بخلاف الخطر على الحمولات من التيارات البحرية المتقلبه. فكان الحل الوحيد هو نقلها جوًا. ولكن نظرًا لضخامة الحمولات فلم يكن هناك طائرة بإمكانها استيعاب هكذا احجام من الحمولات فائقة الضخامة.
فبلور الطيار السابق بسلاح الجو الأمريكي جون كونروى - المعروف باسم جاك - وزميله متعهد وبائع الطائرات لي مانسدوف عام 1960 فكرة سلسلة طائرات جابي، وقررا إنشاء شركة لهذا الغرض. بنجاح جون كونروي في ضم روبرت دابليو. ليلبريدج لفريق العمل وعينه نائب المدير لشئون التصنيع والهندسة، وحصوله على التمويل من الرأسمالى المغامر والطيار المقاتل في فيلق سلاح الجو بجيش الولايات المتحدة ابان الحرب العالمية الثانية ويليام بالون، تشكلت شركة آيرو سبيسلاينز في مطار فان نويز وبدأت في تحويل الطائرة بوينغ 377 إلى الطائرة آيرو سبيسلاينز بريجنانت جابى.
وعند زيارة فيرنر فون براون إلى مطار فان نويز خلال مرحلة تصنيع البريجنانت جابي، دهش من التصاميم ومن حجم الطائرة وايقن حينها ان الطائرة بمقدورها شحن حمولات وكالة ناسا فائقة الضخامة الخاصة ببرنامج أبولو.
أنتجت الشركة طائرة واحدة منبرجنانت جابي. وبعدها في عام 1965 انتحت الشركة التطوير الثاني آيرو سبيسلاينز سوبر جابى في طرازان وخمس طائرات. استخدم الخمس طائرات بجانب ناسا كل من آرو ماريتيم، إيرباص. حيث استخدمتها ايرباص منذ السبعينات في نقل مكونات طائرتها من المصانع المختلفة إلى مصنع التجميع في تولوز، ومن هنا جاءت المقولة الضاحكة «كل طائرة ايرباص سلمت على جناح طائرة بوينغ». وفي عام 1967 أنتجت شركة آيرو سبيسلاينز الطراز الأخير من سلسلة جابى وهي الطائرة آيرو سبيسلاينز ميني جابي في طرازان العادي والتوربيني.
وبحلول نوفمبر من عام 1968، نجحت شركة آيرو سبيسلاينز في الحصول على عقود من ناسا وصلت قيمتها إلى 11,591,633 دولار أمريكي.

## قائمة الطائرات
- آيرو سبيسلاينز بريجنانت جابي
- آيرو سبيسلاينز سوبر جابى
- آيرو سبيسلاينز مينى جابى

## انظر ايضًا
- إيرباص بولقا